# Dumitru Pârvulescu
Dumitru Pârvulescu (ur. 14 czerwca 1933 w Bukareszcie, zm. 9 kwietnia 2007 tamże) – rumuński zapaśnik. Dwukrotny medalista olimpijski.
Walczył w stylu klasycznym, w kategorii muszej (do 52 kilogramów). Brał udział w czterech igrzyskach (IO 52, IO 56, IO 60, IO 64), na dwóch zdobywał medale. Triumfował w 1960, cztery lata później był trzeci. W 1961 był srebrnym medalistą mistrzostw świata.